# Potnia Theron

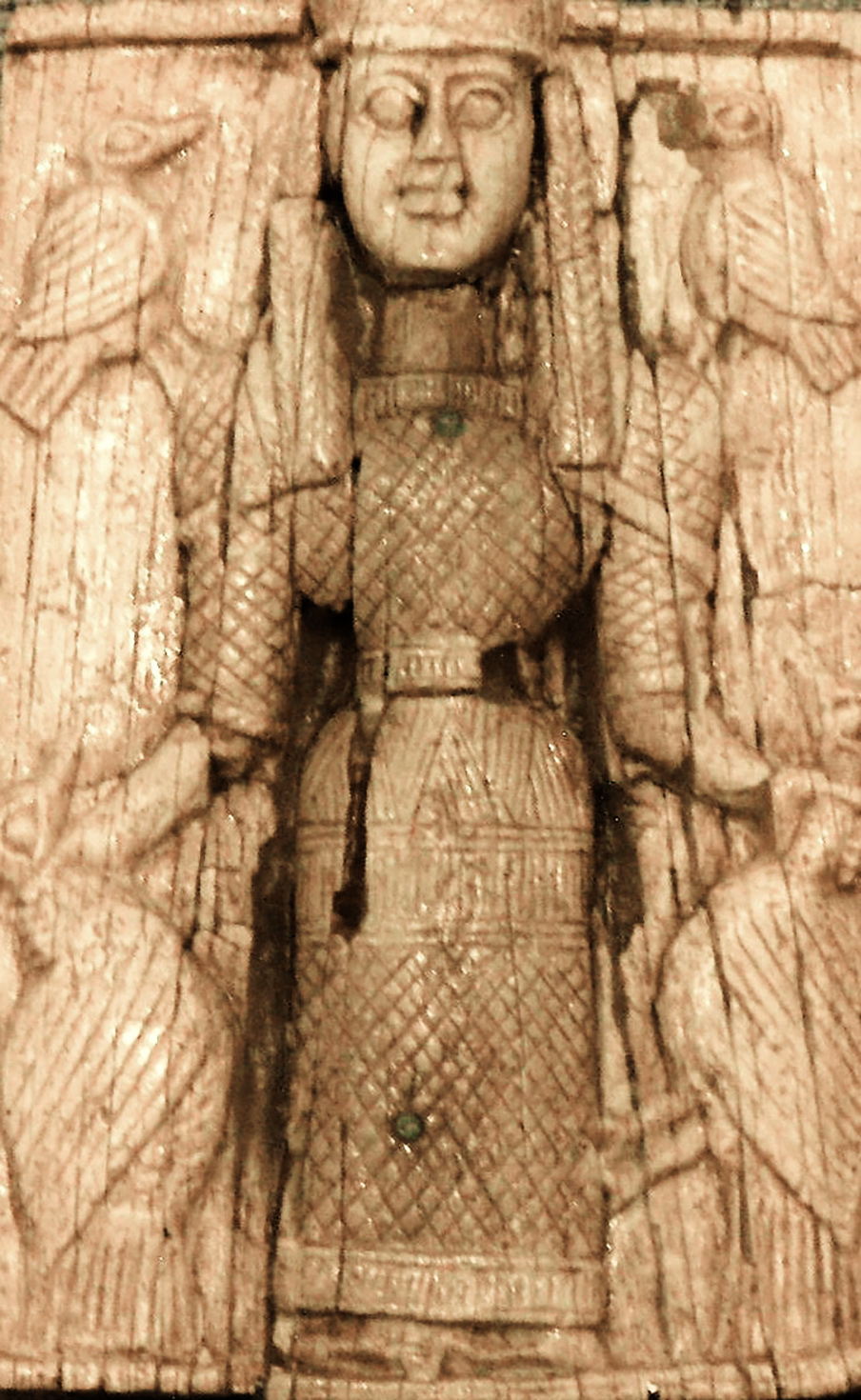
Voorstelling van de godin Artemis Orthia in de gebruikelijke houding van Potnia Theron op een archaïsche ivoren votiefgave (Nationaal Archeologisch Museum van Athene)

Potnia Theron (Ἡ Πότνια Θηρῶν, "Meesteres van de dieren" of "Meesteres van de natuur") is een oud epitheton van een Minoïsche godin, dat een aspect van haar macht toont dat, overgenomen door Artemis en andere Olympiërs, wordt verondersteld later te zijn geïntroduceerd op het Griekse vasteland. 

## Functie en toepassing
Walter Burkert geeft aan dat "het erop lijkt dat een oude Moedergodin, vooral als meesteres van de dieren, op diverse manieren is geïndividualiseerd in Griekenland, als Hera, Artemis, Aphrodite, Demeter, en Athena," maar voegt eraan toe dat "het idee van een meester of meesteres van de dieren die door de jagers voor hun kant moet worden gewonnen wijdverspreid was en zeer waarschijnlijk Paleolithisch van oorsprong is; in de officiële godsdienst van de Grieken overleeft dit op een net iets hoger niveau dan folklore."(Burkert, 1985, pp. 154, 172.)
Wanneer Homerus potnia theron (Ilias XXI 470.) vermeldt, is het Artemis die hij bedoelt, en lijkt deze vorm reeds ingeburgerd. Maar in de Homerische Hymne aan Aphrodite wordt zij over de heilige hellingen van de Phrygische Idaberg - doorgaans de achtervolging van Cybele, de Moeder van de Berg, genoemd - gevolgd door kwispelstaartende wolven, leeuwen, beren en panters. Onder haar invloed copuleren ze in hun holen.

## Afbeelding
Een beroemde Minoïsche zegelafdruk die door Arthur Evans is opgegraven, toont een naamloze godin die zwaait met een speer en zich op een voorstelling van een berg bevindt, geflankeerd door leeuwen in juist dezelfde positie als die zij op de Leeuwenpoort van Mycene innemen. Gehoornde altaren van het type dat men nog altijd kan zien op o.a. Cyprus staan achter haar, en een zoon/partner/koning/aanbidder heft in aanbidding zijn handen op (zie Joseph Campbell, 1964, fig. 12.). Hoe de Minoërs haar ook mogen genoemd hebben, dit is één vorm van Potnia, de Meesteres. Een soortgelijke godin uit de Bronstijd werd aanbeden doorheen het Egeïsche Zeegebied en in het oude Nabije Oosten, waar de plaats van oorsprong van een meesteres van de dieren schijnt te liggen. Mogelijke banden met een nog vroegere, neolithische moedergodin zijn onduidelijk.

## Terminologie
"Potnia" was een Myceens woord, dat met dezelfde betekenis was overgenomen in het klassiek Grieks, dat een exacte parallel heeft in het Sanskriet: patnī. 

Cottrell verklaart hierover: "...ook te Pylos (in het hoofdland) en in Knossos (op Kreta) wordt dikwijls melding gemaakt van Potnia - 'Meesteresse' of 'Onze Vrouwe'; deze laatste inscripties bevestigen wat archeologen al lang hadden vermoed op grond van wat uit zegels die op het hoofdland waren ontdekt bleek, nl. dat de Myceners ook de Minoïsche moedergodin vereerden".
Niet elk aspect van de Meesteres kan worden geïdentificeerd met Potnia Theron of met Olympische afgeleiden van dit aspect van de godin, zoals onder andere Artemis. Op de Myceense Lineair B-tabletten te Pylos worden namen van diverse godheden die later in het klassieke Griekenland bekend waren kort vermeld. John Chadwick identificeerde er één met de uitdrukking: a-ta-na-po-ti-ni-ja Hij schreef hierover: "Geen enkele Griekse geleerde kon het eerste woord lezen zonder het op te delen in "Potnia Athana", "Meesteres Athena", bijna de Homerische vorm weerspiegelend: potni(a) Athenaie" (Chadwick 1976). In de Myceense tabletten in Pylos gaat potnia bijna altijd gepaard met een epitheton, dat een bepaalde plaats of functie van de Meesteres karakteriseert. Chadwick, Karl Kerenyi en anderen stellen dat deze Potniai in de klassieke periode door de Grieken werden geassocieerd met Demeter en haar dochter Persephone, die de koningin werd van Hades. In Pylos, identificeren de tabletten de "Twee Koninginnen en Poseidon" en de "Twee Koninginnen en de Koning."(Campbell 1964)
De godin die simpel als Orthia wordt aangeduid in inscripties in haar heiligdom in de buurt van Sparta (illustratie) was versmolten met Artemis onder de invloed van de Olympische cultuur, als Artemis Orthia. Het cultusbeeld dat in haar naos stond was een oud houten beeld, een xoana.